# NGC 5285
NGC 5285 (другие обозначения — ZWG 17.65, NPM1G +02.0351, PGC 48688) — эллиптическая галактика (E) в созвездии Дева.
Этот объект входит в число перечисленных в оригинальной редакции «Нового общего каталога».